# Patrocínio do Muriaé
Patrocínio do Muriaé is een gemeente in de Braziliaanse deelstaat Minas Gerais. De gemeente telt 5.613 inwoners (schatting 2009).

## Aangrenzende gemeenten
De gemeente grenst aan Barão de Monte Alto, Eugenópolis, Muriaé, Itaperuna (RJ) en Laje do Muriaé (RJ).